# 푸뉴언군
푸뉴언군(베트남어: Quận Phú Nhuận / 郡富潤)은 호찌민시의 군 중 하나이다. 2010년을 기준으로 푸뉴언군에는 175,175명의 인구가 있고, 전체 면적은 5km2이다.

## 지리
푸뉴언군은 북쪽으로 고법군에 경계를 접하고, 동쪽으로 빈타인군과 경계를 접한다. 남쪽으로는 1군과 3군이, 서쪽으로는 떤빈군과 경계를 접한다.

## 행정 구역
푸뉴언군에는 모두 15개의 방(Phường 坊)이 있다. (6프엉이 생략되고, 17프엉이 있음)
- 1 프엉
- 2 프엉
- 3 프엉
- 4 프엉
- 5 프엉
- 7 프엉
- 8 프엉
- 9 프엉
- 10 프엉
- 11 프엉
- 12 프엉
- 13 프엉
- 14 프엉
- 15 프엉
- 17 프엉